# Tramlijn 9 (Antwerpen)
De Antwerpse premetro-tramlijn 9 verbindt sinds 7 november 2022 Silsburg (grens Deurne-Wommelgem) en P+R Linkeroever via station Antwerpen-Berchem en Diamant (station Antwerpen-Centraal) met elkaar..

## Traject
via Herentalsebaan (Silsburg) - Dascottelei - Boekenberglei - Cruyslei - Gitschotellei - Borsbeeksebrug - Guldenvliesstraat - Stanleystraat - Cuperusstraat - Mercatorstraat - premetrotak Zuid (stations Plantin, Diamant) - premetrotak West (stations Opera, Meir, Groenplaats, Van Eeden) - Blancefloerlaan.

## Geschiedenis

### Eerste tramlijn 9
De eerste tram 9 was een tramlijn die vanaf het Van Schoonbekeplein langs het Falconplein, Kaasbrug, de Mutsaardstraat en de Sint-Katelijnevest, dan over de Meirbrug en langs de Nationale Bank, verder ten zuiden van het Stadspark en langs de Mercatorstraat naast de spoorweg tot de brug van de Arendstraat reed. Vandaar reed ze via de Dageraadplaats en de Draakplaats naar het station van Berchem.
In oktober 1953 werd deze lijn omgezet in buslijn 9 en later in 1973 verlengd tot de Fruithoflaan. Deze route gold tot 1 september 2012. Vanaf dan verdween bus 9 en namen de streekbussen vanuit Lier-Kontich als de 'lijnengroep 90' het traject van de Fruithoflaan tot Berchem station over.
In 1988 heeft tramlijn 8 wegens werken in de Lange Leemstraat en later in de jaren 1990 ook tramlijn 11 wegens werken in de Ommeganckstraat reeds het traject via de metro-ingang aan de Mercatorstraat gebruikt.

### Tweede tramlijn 9 (sinds 2012)

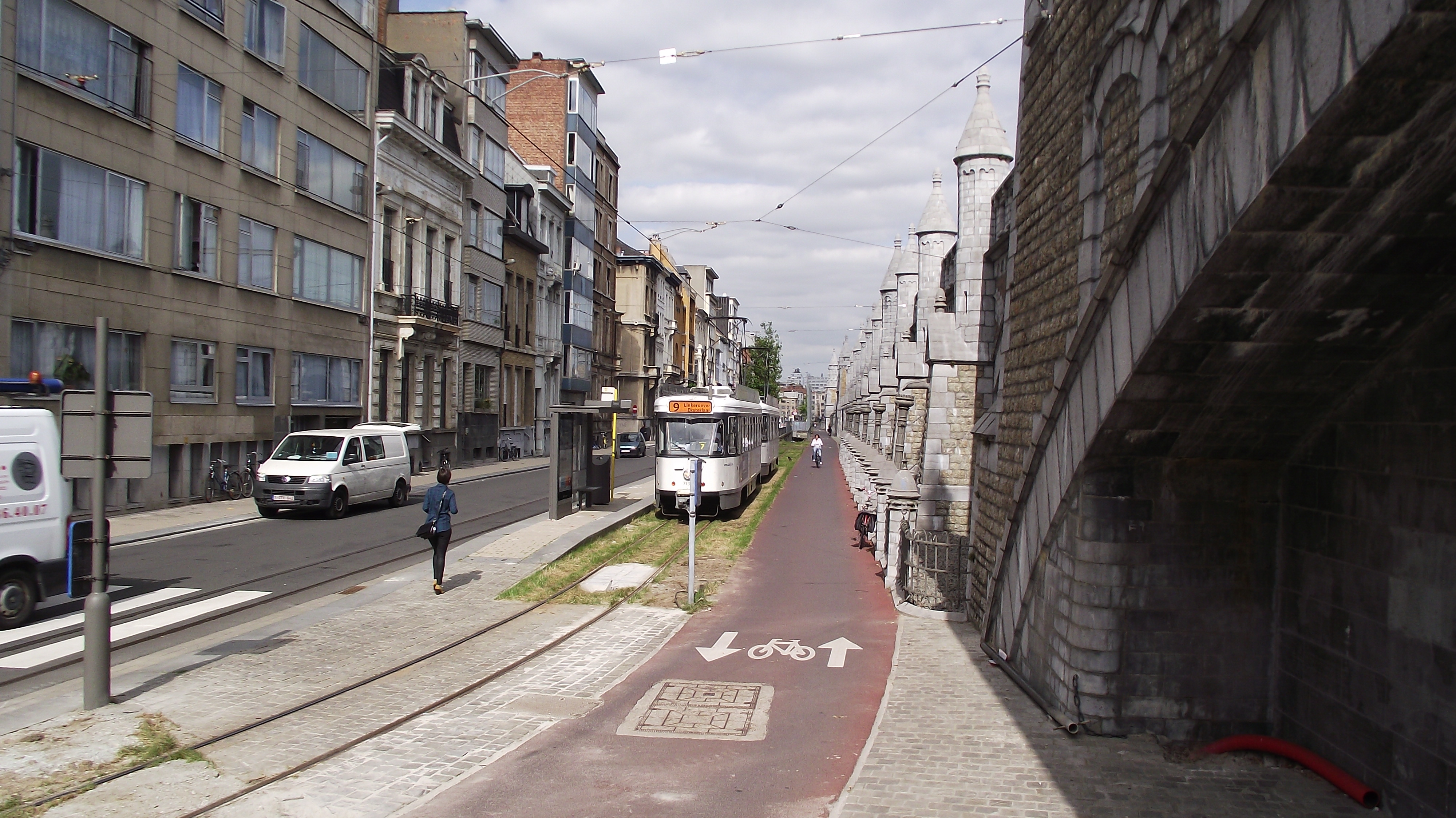
Het nieuwe eilandperron Zurenborg langs het spoorviaduct. De trams rijden hier links.

Volgens een plan van de TTB is tram 11 ingekort tot een korte stadslijn (Melkmarkt - Berchem Station). Een vervangende lijn 18 zou dan van Eksterlaar naar Punt aan de Lijn (Metropolis) rijden, via Berchem Station en de premetrotakken Zuid en Noord. Dit deel van het BTTB-plan is echter niet gerealiseerd.
In het kader van de nethervorming van 2012 werd vanaf 1 september 2012 tramlijn 11 beperkt tot het traject Melkmarkt - Groenenhoek. Het traject tot Eksterlaar wordt overgenomen door de nieuwe tramlijn 9 en de aangepaste tramlijn 4.
Lijn 9 volgt nu het volledige traject van de in de jaren 1990 omgeleide tramlijn 11 via de premetrotakken Zuid en West naar de Brabotunnel onder de Schelde naar Linkeroever.
Op dit nieuw tramtraject is de halte "Zurenborg" geopend vlak bij de tunnelingang van de voetgangerstunnel naar de Arendstraat. Deze halte is het enige trameilandperron in Antwerpen. Dit is mogelijk daar de trams ter plaatse links rijden en reizigers rechts kunnen uitstappen op het eilandperron.
Sinds 8 januari 2018 rijdt tram 9 van het Eksterlaar verder naar Silsburg om daar tram 4 te vervangen. Sinds 19 maart 2018 werd de halte Cuperus als tijdelijke halte geopend.
Sinds dinsdag 3 april 2018 volgde wegens werken op de Herentalsebaan in Deurne tramlijn 9, die sinds 8 januari 2018 naar Silsburg reed, vanaf de halte Florent Pauwels de voormalige route van tramlijn 8 naar P+R Wommelgem dat gedurende de tijd van de werken tot en met vrijdag 21 december 2018 de eindhalte van tramlijn 9 was. De halten Dassastraat en Silsburg werden niet meer door tram 9 bediend en vervangen door de halten Burgemeester De Boey / Van Riel en P+R Wommelgem. Na het afronden van deze werken rijdt tram 9 vanaf zaterdag 22 december 2018 tot het einde van de werken aan tramlijn 4 op 23 april 2019 terug naar Silsburg. Sinds 23 april 2019 heeft tram 9 terug zijn normale reisweg van Linkeroever naar Eksterlaar hernomen.
Er zijn studies gaande om de keerlus Eksterlaar te verleggen tot op de grens met Borsbeek, maar hier is protest op gekomen omdat men deze lijn beter tot verder in Borsbeek zou doortrekken met betrekking tot de studies die hier gaande waren.
In de nacht van 31 december 2013 op 1 januari 2014 reed tram 9 als proefproject heel de nacht lang om het half uur vanaf 0 (einde dagdienst) tot 5 uur 's morgens (begin dagdienst). Er werd beslist dit in de nacht van 31 december 2015 op 1 januari 2016 te herhalen. Ook in de nacht van 2016 op 2017 werd dit herhaald en tevens in de nachten van 2017 op 2018, van 2018 op 2019 en van 2019 op 2020. Wegens maatregelen inzake de coronapandemie reed de nieuwjaarsnachttram niet in de nacht van 31 december 2020 op 1 januari 2021 en reed die ook in de nacht van 31 december 2021 op 1 januari 2022 niet. Er was een aanbod tot halfeen 's nachts.
Deze lijn stopte tussen 1 september 2016 en 7 december 2019 niet in station Opera, dat werd omgebouwd tot kruisstation.
In 2015 vervoerde deze tramlijn 10.132.167 passagiers
Op maandag 17 januari 2022 veranderde de halte P+R Linkeroever van naam en werd het de halte Regatta met eindlus voor tramlijn 15. De volgende halte Schep Vreugde veranderde ook van naam en werd de halte P+R Linkeroever met eindlus voor de tramlijn 5 en tramlijn 9.
Sinds maandag 7 november 2022 is tramlijn 9 verlengd naar Silsburg en nam tussen het station Antwerpen-Berchem en Silsburg het traject over van tramlijn 4.
Van dinsdag 4 juni 2024 tot maandag 24 juni 2024 was door meerdere breuken van de op verschillende plaatsen weggeroeste sporen op de Borsbeekbrug daar geen tramverkeer mogelijk. In het weekend van 22 op 23 juni 2024 werden de weggeroeste sporen vervangen zodat er daar terug tramverkeer mogelijk was. Van 4 tot 24 juni reed tramlijn 9 vanaf de halte Florent Pauwels (bij AZ Monica) via de Herentalsebaan, en de Reuzenpijp naar de halte Nationale Bank om dan via de Lange Gasthuisstraat, Huidevettersstraat, Meirbrug en Schoenmarkt naar de Groenplaats als eindhalte te rijden. Straten als de Dascottelei, Boekenberglei, Cruyslei, en Gitschotellei werden door een pendelbus bedient die van de halte Silsburg via halte Eksterlaar en Berchem Station naar de halte Nationale Bank van tramlijn 4 reed.

## Toekomst
Deze lijn zal tijdens de premetrowerken van mei 2026 tot november 2026 van P+R Wommelgem tot Diamant vervangen worden door de tijdelijke tramlijn 5/9 (Wijnegem Fortveld - P+R Wommelgem). Op het traject van Diamant naar Linkeroever is er dan geen tramverkeer.
In de toekomst zou men tramlijn 9 vanaf Silsburg over de Herentalsebaan willen doortrekken tot de halte Hulgenrode verder in Wommelgem.

### Plan 2021
Volgens plan 2021 zou vanaf eind 2021 tramlijn M9 vanaf de bufferhalte Parkweg op de Ruggeveldlaan rijden, waar ze als tramlijn M2 aankomt, na buffertijd verder zuidwaarts naar de halte Burgemeester De Boey / Van Riel rijden en de halte Florent Pauwels naar de vroegere eindhalte van tramlijn 9 Eksterlaar om zodoende de noord-zuidverbinding in Deurne te kunnen waarborgen. Vandaar zou het huidige traject van tramlijn 9 gevolgd worden tot de vroegere eindhalte P+R Linkeroever waarna ze het vroegere traject van tramlijn 3 tussen deze halte en de eindhalte Krijgsbaan P+R Melsele overneemt (Zie ook Nethervorming basisbereikbaarheid). Er werd besloten om dit plan uit te stellen omdat er eerst voldoende nieuwe trams moeten zijn voor dit plan wordt uitgevoerd.

## Kleur
De kenkleur op het koersbord van deze lijn kan een wit of een zwart cijfer zijn met het getal 9 op een oranje achtergrond: . De komende lijn M9 krijgt een witte tekst op een bruine achtergrond: M9

## Materieel
Op deze lijn rijden hoofdzakelijk 5-delige Albatrossen en HermeLijnen.

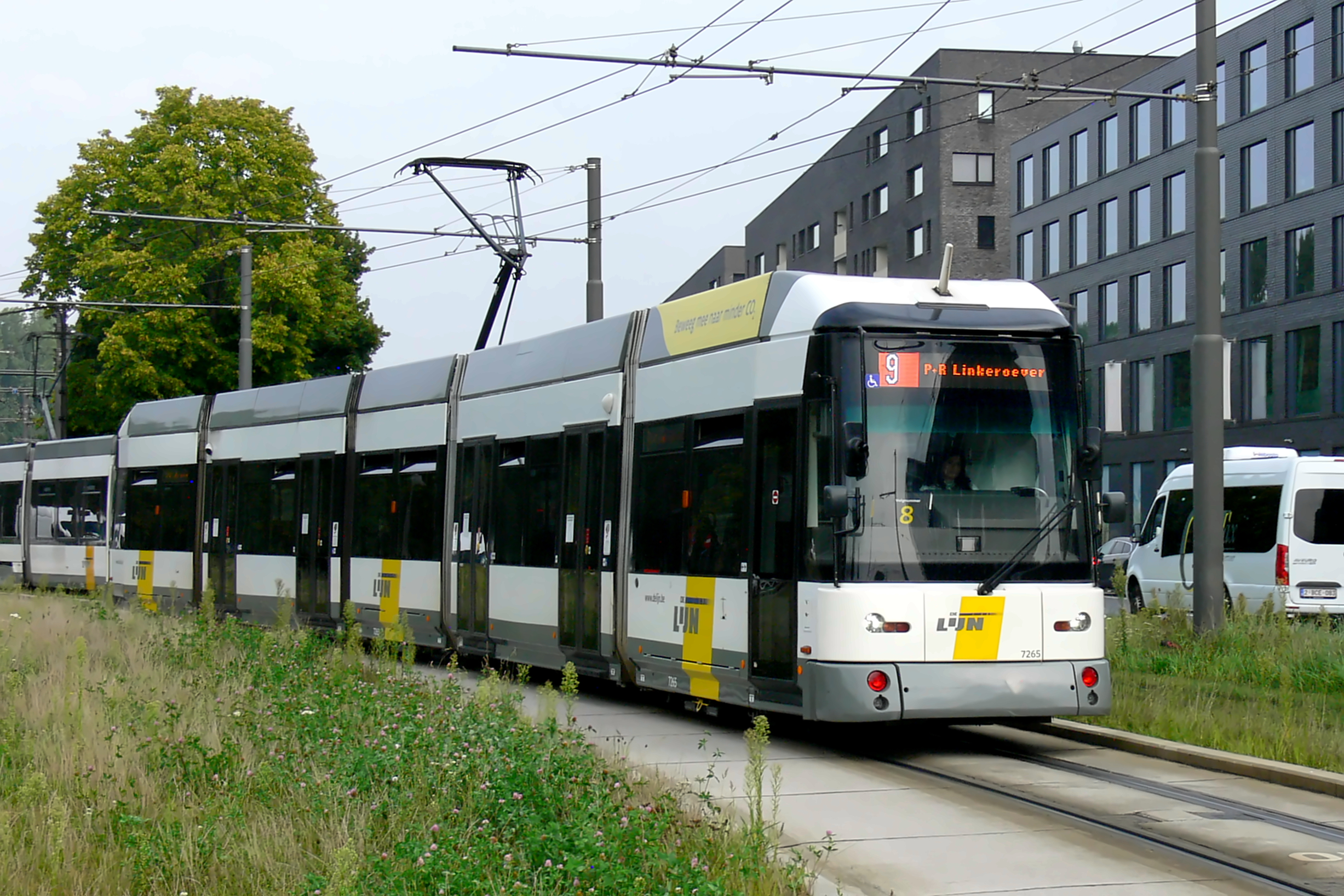
HermeLijn nr 7265 op lijn 9 Silsburg - P+R Linkeroever aan de Regatta eindhalte van lijn 15

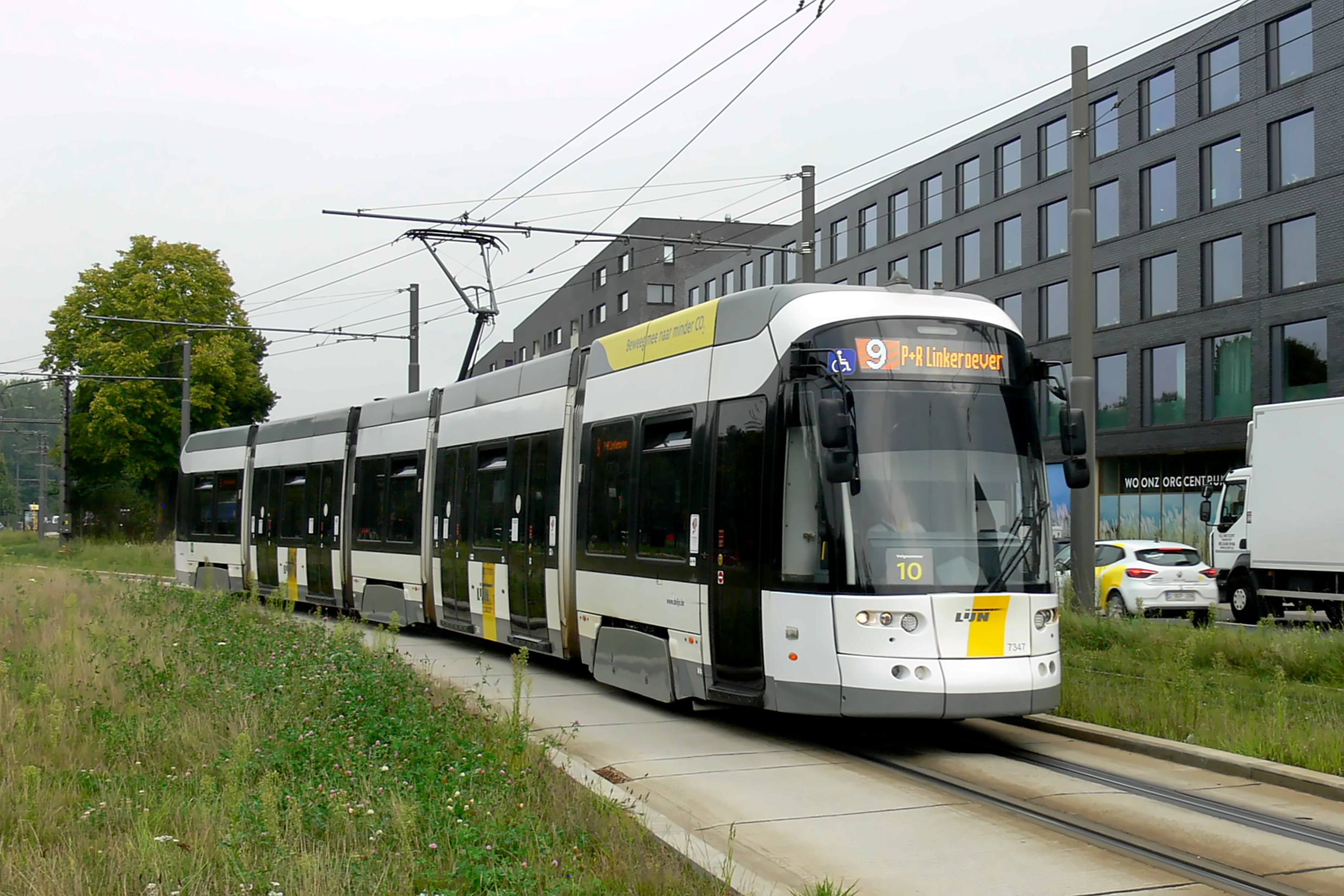
5-delige Albatros nr7347 op lijn 9 Silsburg - P+R Linkeroever aan de Regatta eindhalte van lijn 15